# Cathay Dragon
Hong Kong Dragon Airlines Ltd (tiếng Trung Quốc: 港龍航空公司, Hán Việt: Cảng Long Hàng không Công ty), hoạt động với tên gọi Cathay Dragon (國泰港龍航空 Hán Việt: Quốc Thái Cảng Long Hàng không), trước đây là Dragonair, là một hãng hàng không quốc tế có trụ sở tại Hồng Kông; với trụ sở chính của công ty, Cathay Dragon House, và là trung tâm chính tại Sân bay Quốc tế Hồng Kông Tính đến ngày 30 tháng 10 năm 2013, hãng hàng không vận hành một mạng đường bay vận chuyển hành khách thường lệ đến 44 điểm đến tại 13 quốc gia và vùng lãnh thổ trên toàn châu Á. Ngoài ra, hãng này có 3 mã dùng chung trên các tuyến đường được phục vụ bởi các hãng hàng không đối tác. Hãng có toàn bộ 41 chiếc máy bay Airbus, bao gồm các máy bay A320, A321 và A330. Cathay Dragon là một công ty con thuộc sở hữu hoàn toàn của Cathay Pacific, và là một thành viên liên kết của liên minh hàng không Oneworld. Hãng được thành lập vào ngày 24 Tháng 5 năm 1985 bởi Chao Kuang Piu, Chủ tịch danh dự hiện diện của hãng hàng không. Chuyến bay đầu tiên rời Hồng Kông đến Kota Kinabalu, Malaysia sau khi được cấp giấy chứng nhận vận hành hàng không (AOC) của Chính quyền Hồng Kông vào tháng 7 năm 1985. Trong năm 2010, Cathay Dragon, cùng với công ty mẹ của mình, Cathay Pacific, vận hành trên 138.000 chuyến bay, chở gần 27 triệu hành khách và hơn 1.80 tỉ kg hàng và thư tín.
Ngày 21 tháng 11 năm 2016, Dragonair đổi tên thành Cathay Dragon.

## Đội máy bay
| Loại        | Số lượng hiện tại | Đặt mua | Số ghế | Số ghế | Số ghế | Tuổi trung bình (năm) |
| Loại        | Số lượng hiện tại | Đặt mua | F      | C      | Y      |                       |
| ----------- | ----------------- | ------- | ------ | ------ | ------ | --------------------- |
| Airbus A330 | 25                | 0       | _      | 42     | 265    | 16.9                  |
| Airbus A330 | 25                | 0       | 8      | 42     | 230    | 16.9                  |
| Airbus A320 | 14                | 0       |        |        |        | 11.6                  |
| Airbus A321 | 8                 | 0       |        |        |        | 14.2                  |
| Tổng        | 37                | 0       |        |        |        | 14.5                  |